# Епітрохоїда
Епітрохо́їда (від грец. ὲπί — на, над, при і грец. τροχός — колесо) — плоска крива, що утворюється точкою, яка  жорстко зв'язана з колом, що котиться по зовнішній стороні іншого кола.

## Рівняння
Параметричні рівняння:
{\displaystyle x=R(m+1)\cdot \cos(mt)-h\cdot \cos((m+1)t)}
{\displaystyle y=R(m+1)\cdot \sin(mt)-h\cdot \sin((m+1)t)}
де {\displaystyle m={\frac {r}{R}}}; {\displaystyle R} — радіус нерухомого кола; {\displaystyle r} — радіус кола що котиться; {\displaystyle h} — відстань від центру кола що котиться до точки.

## Приклади
Якщо {\displaystyle h=r}, епітрохоїда утворює епіциклоїду.

Також при {\displaystyle h>r}, утворену фігуру називають подовженою епіциклоїдою, а при {\displaystyle h<r} — вкороченою епіциклоїдою
Власні імена отримали ще два варіанти епітрохоїди:
- {\displaystyle r=R} ({\displaystyle m=1}) — равлик Паскаля
- {\displaystyle h=R+r} — троянда

## В науці та природі
- Орбіти планет в системі Птолемея є епітрохоїдами
- Епітрохоїду можна намалювати спірографом
- Камера згоряння двигуна Ванкеля має форму епітрохоїди